# Pro Evolution Soccer (jeu vidéo)
Pro Evolution Soccer,(eFootball) abrégé sous le sigle PES mais aussi intitulé World Soccer : Winning Eleven 5 dans la version originale japonaise et la version américaine, est un jeu vidéo de simulation de football développé et édité par la branche tokyoïte de Konami, sorti en 2001 sur PlayStation 2, puis adapté sur PlayStation en 2002.
En Europe, il appartient à la franchise Pro Evolution Soccer dont il est le 1er épisode bien qu'il fasse suite à ISS Pro Evolution 2. Tandis qu'au Japon, il est le 5e épisode de la série Winning Eleven.
Cet opus permet au joueur d'incarner 54 équipes nationales et 32 des meilleurs clubs de football au monde.
Le 21 juillet 2021 PES a été définitivement nommé eFootball.

## Système de jeu

### Généralités
Le joueur commence une partie en sélectionnant une équipe. Chaque équipe est définie par cinq caractéristiques (attaque, défense, puissance, vitesse et technique) lesquelles sont représentées par une barre plus ou moins longue pour déterminer le niveau de la caractéristique. Il est également possible de choisir la couleur des maillots entre Domicile et Extérieur.
Un avant-match permet au joueur de changer la formation de son équipe en procédant, par exemple, à un changement de la disposition initiale, au remplacement de n'importe quel joueur et même à une modification de stratégie.
Un match se compose de deux mi-temps de 45 minutes (temps du jeu). L'objectif du joueur est de parvenir à inscrire des buts en mettant le ballon dans le but adverse et en dirigeant son équipe grâce à de multiples commandes (passe, tir, centre, pressing, tacle, etc). Dans PES, un match de foot se veut le plus réaliste possible en appliquant les règles de football.  

### Modes de jeu

#### Match
Le mode match est le mode de base du jeu. Le joueur a le choix de jouer soit un match d'exhibition qui confronte les équipes internationales entre elles, soit une séance de tirs au but, soit un match All Star. Le match All Star est une rencontre qui met en jeu les meilleurs joueurs de nationalité européenne (Euro Allstars) face aux meilleurs joueurs du reste du monde (World Allstars). 
Avant le début d'une confrontation, le joueur peut changer différents paramètres de jeu comme la météo, le temps de jeu exprimée en minute réelle, le niveau de l'I.A ou encore le lieu de la rencontre.

#### Ligue
Le mode Ligue est un mode où 16 équipes internationales s'opposent sous la forme d'un championnat. Le joueur peut décider de la durée d'une ligue avec une saison intégrale ou une demi-saison (dans ce cas, les équipes ne se rencontrent qu'une seule fois). À la fin du championnat, l'équipe ayant réalisé le plus de points est déclarée championne de la ligue internationale.

#### Coupe
Le mode Coupe est un mode s'organisant sous la forme de tournoi à élimination directe ou de ligue par groupe contenant au préalable une phase qualificative. Plusieurs types de coupes sont possibles :
- les coupes continentales où les pays d'une même zone continentale se disputent la coupe. L'European Cup accueille 16 pays issus de 31 pays européens. La faible représentation des équipes pour l'Africa Cup, l'America Cup et l'Asia Cup les oblige à s'affronter dans un tournoi sans phase qualificative.
- l'International Cup qui est une coupe du monde regroupant 32 équipes internationales divisées en 8 groupes. Les deux premiers de chaque poule se qualifient pour un tournoi final à élimination directe (8e, 1/4, 1/2 et finale).
- la Konami Cup est une coupe personnalisable puisque le joueur peut choisir le nombre d'équipes (de 3 à 32) et le format : tournoi, ligue de groupe ou Round Robin.

#### Ligue Master
Le mode Ligue Master est une ligue formée de 24 clubs et 2 divisions. Le joueur commence le mode en division 2 en prenant les reines d'une équipe composée de joueurs inexpérimentés. Le but est de remporter le titre en division 1 tout en améliorant le niveau de son club via le recrutement de nouveaux joueurs.

## Bande-son
PES innove par rapport à son prédécesseur en ajoutant les commentaires audio au cours du match. Chris James et Terry Butcher assurent les commentaires en anglais. Les commentaires en allemand sont assurés par Michael Schuermann et Stefan Buck. Quant à la version française, c'est Olivier Deslandes (crédité sous son pseudonyme Edgard Bureau) qui assure le rôle de commentateur au côté de Gérard Perron.

## Commercialisation
| Titre                                           | Date                          | Région                  | Plate-forme                |
| ----------------------------------------------- | ----------------------------- | ----------------------- | -------------------------- |
| Pro Evolution Soccer                            | 16 mars 2001 24 novembre 2001 | Japon Europe            | PlayStation, PlayStation 2 |
| World Soccer : Winning Eleven 5                 | 25 octobre 2001               | Amérique du Nord, Japon | PlayStation 2              |
| J-League Winning Eleven 5                       | 25 octobre 2001               | Japon                   | PlayStation 2              |
| World Soccer : Winning Eleven 5 Final Evolution | 13 décembre 2001              | Japon                   | PlayStation 2              |

## Accueil

### Critiques
Pro Evolution Soccer est extrêmement bien accueilli par la presse spécialisée. Après avoir essayé le jeu, le site Jeuvideo.com estime que PES est « un titre époustouflant par sa réalisation, son gameplay mais également son degré de réalisme ». Par ailleurs, le site juge les différentes animations et modélisations des joueurs comme étant d'un excellent niveau. Eurogamer qualifie l'opus de « meilleur jeu de football », en comparaison au jeu concurrent FIFA Football 2002. Tandis que Gamekult, le considère comme « tout simplement le meilleur jamais paru sur la nouvelle machine de Sony jusqu'alors ». Enfin, le site web américain Mediacritic, spécialisé dans l'agrégation des notes, recense 16 critiques de presse ayant attribué un score moyen favorable de 93%.

### Ventes
D'après le site VG Chartz, Pro Evolution Soccer réalise des ventes correctes sur PlayStation 2. En Europe, ce sont 900 000 exemplaires qui sont vendus représentant plus de la moitié des ventes totales dans le monde. L'épisode s'est aussi liquidé à plus de 530 000 CD-ROM au Japon. En 2002, à la fin de sa commercialisation, PES engendrait 1,75 million de ventes dans le monde. Ces résultats le positionne au rang de 167e jeu le plus vendu sur PlayStation 2 ainsi que 24e pour les jeux vidéo sortis en 2001 sur cette même console.
En ce qui concerne World Soccer Winning Eleven 5 Final Evolution, il réalise plus de 450 000 ventes au total sur PlayStation 2 au Japon. Dès la première semaine de commercialisation, près de 165 000 copies sont vendues sur le territoire nippon. Puis, fin 2001, ce sont plus de 290 000 exemplaires qui se sont écoulés sur PlayStation 2.

### Distinction
En 2001, le site internet allemand 4players récompense PES du prix de « Meilleur jeu de sport de l'année » pour la version PlayStation 2.

## Postérité
Le 21 juillet 2021, Pro Evolution Soccer change de nom et devient eFootball, un jeu-vidéo Free-to-play avec pour ambassadeur Neymar Jr, qui est décrit comme étant « l'un des meilleurs attaquants de sa génération ». Les internautes ont vivement réagi à ce changement qui ne fait pas l'unanimité, notamment vis-à-vis des graphismes.